# Peter Weinmann
 Karl Peter Weinmann (* 1. März 1946 in Schwäbisch Hall) ist ein deutscher Journalist, der als V-Mann enttarnt wurde und für drei verschiedene Geheimdienste teilweise gleichzeitig tätig war. 1994 wurde er wegen Spionage für die DDR verurteilt.

## Leben
Peter Weinmann wuchs als Waisenkind bei Pflegeeltern in Ilshofen auf. Nach dem Besuch der Volksschule erlangte er den Gesellenbrief als Frisör. Zweimal wurde er als bester Haarschneider Nord-Württembergs ausgezeichnet. Es folgte eine Ausbildung zum Polizeiwachtmeister in Baden-Württemberg bis 1965. Danach zog er nach Westfalen und arbeitete vorübergehend als Frisör und Bademeister. 1968 zog er nach Gütersloh und betätigte sich als Journalist und Buchhändler.

### V-Mann „Werner“
Seine politische Karriere begann Weinmann 1966, als er 20-jährig der Nationaldemokratischen Partei Deutschlands (NPD) beitrat. Über den Beginn seiner Arbeit als V-Mann für das Bundesamt für Verfassungsschutz (BfV) unter dem Decknamen „Werner“ gibt es unterschiedliche Angaben. Weinmann selbst gab in einem Interview das Jahr 1968 an. Auch in seinen Stasi-Unterlagen findet sich als Anfangsjahr der Eintrag „seit 1968“, andere Quellen nennen das Jahr 1969. In den folgenden Jahren wurde er vom BfV aufgebaut und ausgebildet, betätigte sich im militanten rechtsextremen Spektrum als Agent Provocateur und belieferte den Verfassungsschutz mit Informationen über diese Szene. Die Informationen beschaffte er sich manchmal illegal, so etwa durch Einbrüche.
1969 arbeitete Weinmann beim Westfalen-Blatt in Gütersloh. Auf Druck seines Vorgesetzten verließ Weinmann 1969 die NPD und wurde Mitglied der CDU. Er war zeitweilig Pressesprecher der Jungen Union im Kreis Warendorf.
Ab 1970 betätigte sich Weinmann als Anheizer der Aktion Widerstand und beteiligte sich an gewalttätigen Aktionen der Deutsch-Sozialen Aktion. In dieser Zeit befreundete er sich mit Friedhelm Busse, den er aus der NPD kannte. 1971 zog Weinmann nach Bonn, wo er Partner von Bernd Hengst gewesen sein soll. Mit Jugendlichen soll er Wehrsportübungen in einer Kiesgrube in Sankt Augustin veranstaltet haben.

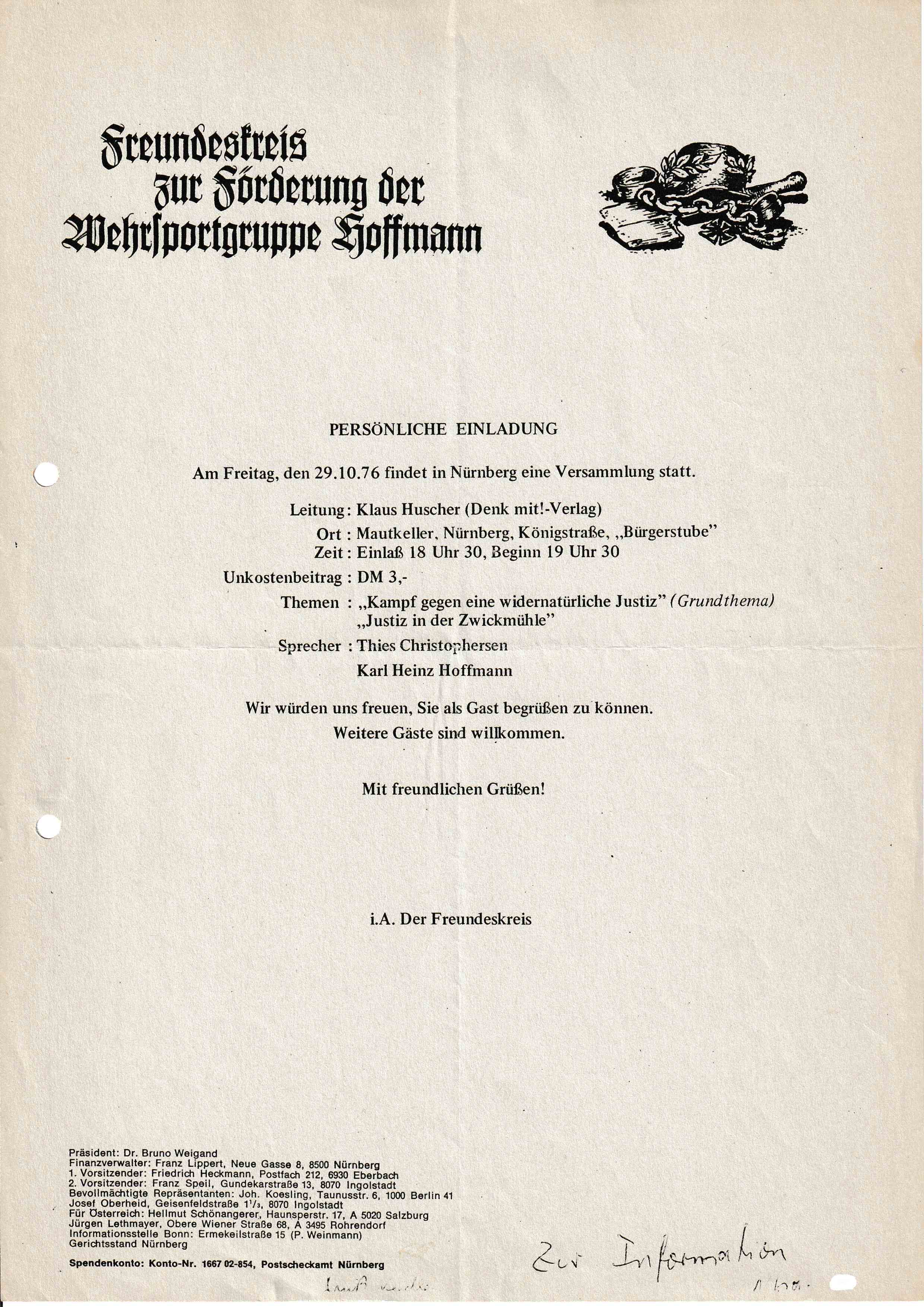
Einladung des Freundeskreises der WSG-Hoffmann, im Impressum Peter Weinmann

Zusammen mit Busse gründete Weinmann am 17. Juni 1971 in Krefeld die Partei der Arbeit (PdA). Am 9. Januar 1972 war Weinmann Mitgründer der Aktion Neue Rechte (ANR) und zeichnete später für einige ANR-Schriften verantwortlich. 1971 und 1972 trat Weinmann als Kontaktperson für Rebell, dem „Zentralen Jugendorgan“ der Außerparlamentarischen Mitarbeit (APM) auf. Im Jahr 1972 wurde auf Betreiben des BfV eine Anklage gegen Weinmann aufgrund verschiedener Straftaten im Zusammenhang mit der Erstürmung einer Veranstaltung der DKP in Düsseldorf eingestellt.
Laut seiner Stasi-Akte war Weinmann im Auftrag des BfV mehrmals in Berlin eingesetzt, um sich als „Agent Provocateur an terroristischen und provokatorischen Aktionen gegen die Grenzsicherungsanlagen der DDR“ zu beteiligen.
1976 stieß Weinmann zur Wehrsportgruppe Hoffmann (WSG) und firmierte in Flugblättern als deren „Informationsstelle Bonn“. Gleichzeitig engagierte er sich im „Freundeskreis zur Förderung der Wehrsportgruppe Hoffmann“ und sammelte Gelder für die WSG ein. So drehte er mit Einverständnis von Karl-Heinz Hoffmann den ersten Film über die WSG, den er an die Redaktion des Magazins Monitor des WDR verkaufte. Das Honorar floss als Spende in die WSG ein. Eine andere Geldquelle, laut Eigenangaben, war der Schmuggel von Menschen. Ein anderes Mal kaufte Weinmann mit den Geldern des BfV einen VW-Bus für die WSG.
Die Angaben über die Beendigung der Zusammenarbeit mit dem BfV sind ebenfalls widersprüchlich. In einem Interview gab Weinmann an, von 1968 bis 1977 für das BfV gearbeitet zu haben. Einige Fragen weiter räumte er ein, 1985 erneut für das BfV tätig gewesen zu sein. In seiner Stasi-Akte findet sich der Vermerk, dass er 1987 den Kontakt zum BfV abgebrochen habe.

### Agent „Sigmund“
Am 1. Mai 1976 wurde Weinmann an der österreichisch-italienischen Grenze festgenommen, der VW-Bus der Wehrsportgruppe, unter anderem mit waffenähnlichen Gegenständen beladen, beschlagnahmt. Nach Verhören durch den DIGOS wurde Weinmann im Juni 1976 vom militärischen italienischen Geheimdienst SISMI angeworben. Im selben Jahr zog er von Bonn nach Bozen in Südtirol und arbeitete als freier Journalist für verschiedene Medien, so etwa für den Südtiroler Pressedienst.
Weinmanns Aufgabe als Agent „Sigmund“ war es, die konservative bis rechtsextreme  Separatisten-Szene in Südtirol und ihre Kontakte in der Bundesrepublik Deutschland auszuspähen. Hierbei waren Verbindungen etwa zur DVU oder den Republikanern ebenso interessant wie Standpunkte bayerischer Landtagsabgeordneter zur Südtirolfrage. In Südtirol spähte er Eva Klotz und ihre Familie aus, aber auch ehemalige Südtirol-Aktivisten in Deutschland, so etwa Peter Kienesberger in Nürnberg oder Wolfram Lindner in Bonn, einen ehemaligen Fregattenkapitän der Bundeswehr.
Während Weinmann in Südtirol für seinen zweiten Auftraggeber „hetzte“ und „zu Gewalttaten aufrief“, veröffentlichte er unter Pseudonym verschiedene Artikel mit der Thematik Südtirol in verschiedenen rechtsextremen deutschen Zeitschriften wie etwa in Nation und Europa oder der Deutschen Stimme. Die Diskreditierung von konservativen Politikern erfolgte durch Lancierung ungenehmigter schriftlicher oder mündlicher Äußerungen in Blättern der NPD oder der Republikaner.
1984 zog Weinmann nach acht Jahren Südtirol wieder nach Bonn, arbeitete aber noch weitere sechs Jahre (bis 1992) für den SISMI.
Wie in den Jahren zuvor wechselte Weinmann regelmäßig sein Wohnorte und betrieb in Bonn eine „Forschungsgruppe Markt & Werbung“.

### IM „Römer“
Am 21. August 1984 nahm Weinmann eine Maschine der Interflug von Mailand nach Ost-Berlin, in fester Absicht sich eine weitere Erwerbsquelle zu erschließen. Dort angekommen diente er sich dem Ministerium für Staatssicherheit an. Nach anfänglicher Skepsis wurde Weinmann als inoffizieller Mitarbeiter (IM) „Rolf Römer“ bis 1989 geführt. 
Weinmann informierte die Stasi umfassend über die Methoden des BfV und über die militante rechtsextreme Szene in Deutschland. Die Südtiroler Separatisten und die Anschlagserie in Südtirol Ende der 1980er Jahre waren von besonderem Interesse für die Stasi. Da die Auftragsziele nahezu identisch waren, schrieb Weinmann die Berichte zunächst für die Stasi, um sie später für den SISMI erneut zu verwerten.
1985 war Weinmann auf die damals neu gegründete Nationalistische Front angesetzt. Hinzu kamen die Wiking-Jugend, die Freiheitliche Deutsche Arbeiterpartei (FAP) und die Borussenfront.
1989 betätigte sich Weinmann als Chefredakteur der Zeitung Frank und Frei, die damals zwischen Republikanern und FAP vermittelte, und nutzte dafür eine Postfachadresse im Bundeshaus. Für die Partei „Die Republikaner“ erarbeitete Weinmann ein Medienkonzept und verteilte ihre erste Pressemitteilung im Regierungsviertel.
Für die neurechte Zeitschrift Elemente von Pierre Krebs erstellte er ein Redaktionskonzept und übernahm über eine weitere seiner Agenturen unter dem Namen „Zwei-Ring Verlag“ deren Anzeigenverwaltung. Ebenfalls 1989 wurde Weinmann Mitarbeiter der Zeitschrift Europa Vorn von Manfred Rouhs.
Nachdem sein Freund Friedhelm Busse bei der FAP zum Bundesvorsitzenden ernannt worden war, führte er Weinmann persönlich in die Bonner FAP unter Norbert Weidner ein. Gehandelt wurde Weinmann, so ein Informant, als Sprengstoffexperte, der sich anbot, Munition und Sprengstoff von der Bundeswehr zu besorgen. Für die FAP habe er eine Broschüre zum richtigen Umgang mit Sprengstoff erstellt und ideologische Schulungen abgehalten.

### Verurteilung wegen Spionage für die DDR
Nach der deutschen Wiedervereinigung wurde bei der Auswertung der Stasi-Akten Weinmann 1991 als IM enttarnt. In einem Prozess vor dem Oberlandesgericht Koblenz (OJs 15/92) wurde Weinmann am 18. Februar 1994 wegen Spionage für die DDR zu einer Freiheitsstrafe von neun Monaten auf Bewährung verurteilt. Seine Tätigkeit für den SISMI war nicht Gegenstand des Verfahrens.